# Eiksundtunnel
De Eiksundtunnel is een verkeerstunnel in de Noorse provincie Møre og Romsdal. De tunnel is onderdeel van een verbinding die de gemeentes Ulstein, Hareid, Sande en Herøy verbindt met het vasteland. Naast de tunnel bestaat deze verbinding uit de Eiksundbrug. De tunnel ligt tussen het eilandje Eika en het schiereiland Berkneshalvøya in de gemeente Ørsta. 
De tunnel is 7.765 meter lang. Het diepste punt ligt op 287 meter beneden zeeniveau, waarmee het de diepst gelegen verkeerstunnel ter wereld is. De steilste delen hebben een stijgingspercentage van 9,6%. De tunnel heeft maar een buis waardoor het verkeer in beide richtingen moet rijden. In 2009 vond er een zwaar ongeval in de tunnel plaats met vijf dodelijke slachtoffers.
Na de opening in 2008 werd een tol ingesteld die voor personenwagen 76 kronen bedraagt. Omdat de tunnel aanzienlijk meer wordt gebruikt dan bij de bouw was voorzien, zijn de bouwkosten al in de zomer van 2014 terugverdiend. Sinds 14 juni 2014 hoeft geen tol te worden betaald.